# Villa Zampaglione
Villa Zampaglione è una delle ville vesuviane costruite nel Settecento lungo il Miglio d'oro. Si trova a San Giorgio a Cremano in via Enrico Pessina.
La villa apparteneva originariamente alla famiglia Riario Sforza.
Fu poi offerta in dote da una delle figlie della famiglia Sforza che andò in sposa al barone Lorenzo Zampaglione.
Dopo il cambio di proprietà la villa cambiò nome ma continuò ad essere usata per la villeggiatura.
Secondo testimonianze dell’epoca, originariamente la tenuta doveva essere di dimensioni notevoli, circa 7000 m².
Elementi originali tuttora visibili sono invece i quattro grandi finestroni che trasformavano il salone al piano nobile in una sorta di “giardino d'inverno”.
Secondo il Pane, inoltre, nel giardino, in fondo a un viale, doveva esserci originariamente anche un'edicola votiva con un busto di San Gennaro resa però inaccessibile da un muro divisorio costruito quando la villa è stata oggetto per la prima volta di un frazionamento.